# 1851 en sport
Cet article présente les faits marquants de l'année 1851 en sport.

## Baseball
- 3 juin : les New York Knickerbockers s'imposent 21-10 face au Washington Club[1].
- 17 juin : nouveau succès des New York Knickerbockers contre le Washington Club : 22-20[1].

## Boxe anglaise
- 29 septembre : tenant du titre de champion d'Angleterre depuis 1850, William Perry perd sa couronne face à Harry Broome[2]. Broome conserve son titre jusqu'en 1856.
- 16 décembre : le futur champion Tom Paddock se bat avec Harry Poulson à Belper dans le Derbyshire. La victoire est effective dans le 86e rond(tour) mais le combat se termine en émeute et les deux hommes sont emprisonnés et condamnés à du travail forcé de dix mois[3].

## Cricket
- 11 et 12 février : premier match first-class en Australie avec la rencontre opposant la Tasmanie à Victoria au Launceston Racecourse. La Tasmanie gagne par 3 wickets[4].
- Le Surrey County Cricket Club est sacré champion de cricket en Angleterre[5].

## Joutes nautiques
- Août : Audibert, dit L'esperança, remporte le Grand Prix de la Saint-Louis à Sète[6].

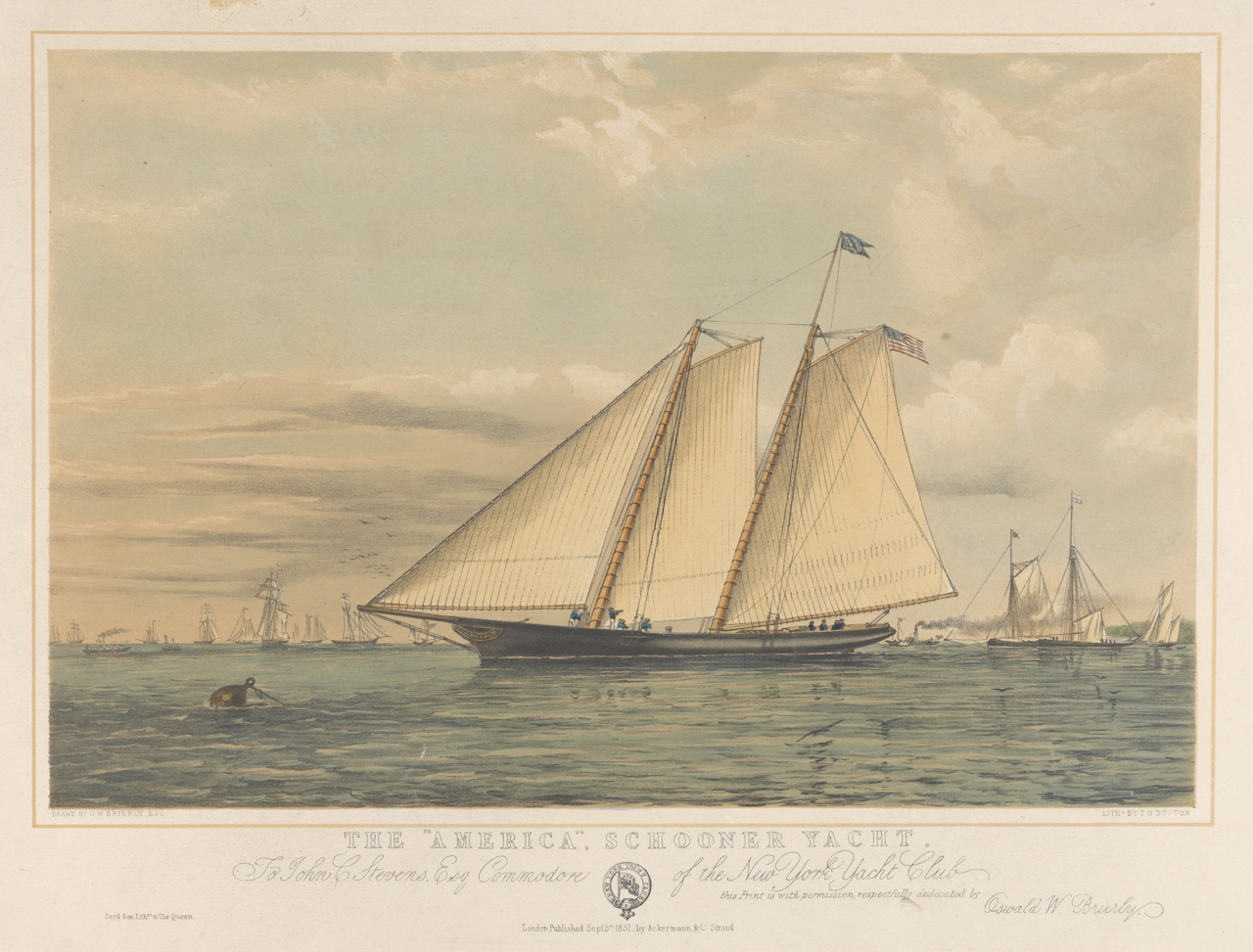
Le yacht America (1851)

## Sport hippique
- Angleterre : Teddington gagne le Derby d'Epsom[7].
- Angleterre : Abd-el-kader gagne le Grand National[8].
- France : Amalfi le Prix du Jockey Club[9].
- France : Hervine gagne le Prix de Diane[10].

## Voile
- 22 août : régate organisée autour de l'Île de Wight. Le voilier américain America s’impose sur le parcours de 53 miles face à 14 bateaux britanniques. Cette défaite sera à l'origine de l'organisation d'une régate destinée à remettre en jeu le trophée : la Coupe de l'America (depuis 1870)[11].

## Naissances
- 25 avril : Young Tom Morris, golfeur anglais. († 25 décembre 1875).
- 1er mai : Ernest Wallon, juriste et professeur de droit puis dirigeant sportif français. Président du Stade toulousain de 1907 à 1912. († 10 août 1921).
- 15 mai : Herbert Lawford,  joueur de tennis britannique. († 20 avril 1925).
- 21 juin : Frederick Green, footballeur anglais. († 6 juillet 1928).
- 3 juillet : Charles Bannerman, joueur de cricket australien. († 20 août 1930).
- 17 septembre : Thomas Hughes, footballeur anglais. († 10 août 1940).
- 7 octobre : Alexander Bonsor, footballeur anglais. († 17 août 1907).
- 17 octobre : Reginald Courtenay Welch, footballeur anglais. († 4 juin 1939).
- 30 octobre : W. D. O. Greig, footballeur écossais. († 28 janvier 1942).